# Saint-Denis-des-Murs
Saint-Denis-des-Murs – miejscowość i gmina we Francji, w regionie Nowa Akwitania, w departamencie Haute-Vienne.
Według danych na rok 1990 gminę zamieszkiwało 486 osób, a gęstość zaludnienia wynosiła 20 osób/km² (wśród 747 gmin Limousin Saint-Denis-des-Murs plasuje się na 260. miejscu pod względem liczby ludności, natomiast pod względem powierzchni na miejscu 258.).

## Populacja

Populacja Saint-Denis-des-Murs w latach 1962–2008